# 尼古拉·杜爾諾沃

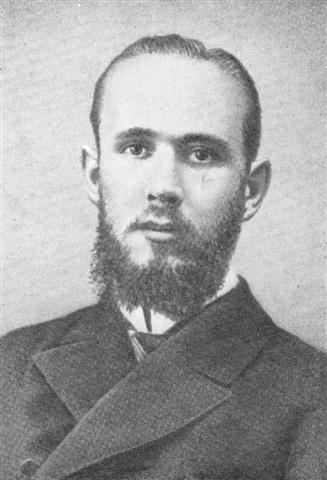
尼古拉·杜爾諾沃

尼古拉·尼古拉耶維奇·杜爾諾沃（俄語：Никола́й Никола́евич Дурново́，1876年10月23日—1937年10月27日），俄羅斯語言學家。在大整肅時被處決。

## 生平
他生於俄羅斯貴族杜爾諾沃家族，他父親與他同名，她母親也出身貴族。
杜爾諾沃也是俄羅斯科學院和白俄羅斯科學院成員，專長是俄語方言學和詞法學，他創建了一種用現代科學語言術語為基礎的俄語方言分類。
在大整肅時他被處決，被埋葬在卡累利阿共和國桑达莫克。